# Кубок Литви з футболу 2008—2009
Кубок Литви з футболу 2008–2009 — 20-й розіграш кубкового футбольного турніру в Литві. Титул вдруге здобула Судува.

## Календар
| Раунд           | Дата                         | Матчі | Клуби   |
| --------------- | ---------------------------- | ----- | ------- |
| Перший раунд    | 7-11 травня 2008             | 19    | 59 → 40 |
| Другий раунд    | 1-6 червня 2008              | 12    | 40 → 28 |
| Третій раунд    | 2-9 липня 2008               | 8     | 28 → 20 |
| Четвертий раунд | 20-27 серпня 2008            | 8     | 20 → 12 |
| П'ятий раунд    | 12-17 вересня 2008           | 4     | 12 → 8  |
| 1/4 фіналу      | 1 жовтня - 22 листопада 2008 | 4     | 8 → 4   |
| 1/2 фіналу      | 8/22 квітня 2009             | 4     | 4 → 2   |
| Фінал           | 16 травня 2009               | 1     | 2 → 1   |

## П'ятий раунд
| Команда 1          | Рахунок | Команда 2            |
| ------------------ | ------- | -------------------- |
| 12-17 вересня 2008 |         |                      |
| Атлантас           | 1:0     | ЛіКС (Вільнюс) (5)   |
| Шилуте             | 5:1     | Лієтава (Йонава) (2) |
| Банга (2)          | 1:2     | Шяуляй               |
| Таурас (2)         | 1:0     | Ветра                |

## 1/4 фіналу
| Команда 1        | Рахунок      | Команда 2 |
| ---------------- | ------------ | --------- |
| 1 жовтня 2008    |              |           |
| Судува           | 7:2          | Шяуляй    |
| Таурас (2)       | 2:0          | Екранас   |
| Жальгіріс        | 2:2 пен. 0:3 | Шилуте    |
| 7 листопада 2009 |              |           |
| Каунас           | 3:0          | Атлантас  |

## 1/2 фіналу
| Команда 1        | Заг. | Команда 2  | 1-й матч | 2-й матч |
| ---------------- | ---- | ---------- | -------- | -------- |
| 8/22 квітня 2009 |      |            |          |          |
| Каунас (3)       | 1:3  | Таурас     | 1:1      | 0:2      |
| Судува           | 6:0  | Шилуте (2) | 1:0      | 5:0      |

## Фінал
| 16 травня 2009 15:00 (EEST) |

| Таурас | 0:1      | Судува        |
| ------ | -------- | ------------- |
|        | Протокол | Радавичюс 64' |

| Імені С.Дарюса та С.Гіренаса, Каунас Глядачів: 3 000 Арбітр: Гедимінас Мажейка |